# Andrija Kačić Miošić
Andrija Kačić Miošić (Brist kraj Makarske, 17. travnja 1704. – Zaostrog, 12. prosinca 1760.), bio je hrvatski pučki pjesnik i fratar, vezan životom uz franjevački samostan u Zaostrogu. Njegova knjiga Razgovor ugodni naroda slovinskoga, iz 1756. godine, jedno je od najvrjednijih djela hrvatske književnosti 18. stoljeća i jedna od najčitanijih i najizdavanijih knjiga hrvatske dopreporodne književnosti uopće.

## Životopis
Andrija Kačić Miošić rodio se u Bristu kraj Makarske 1704. godine. Na krštenju je, 17. travnja 1704. godine, dobio ime Antun, a Andrija mu je najvjerojatnije bilo redovničko ime. Od 1751. godine potpisivao se prezimenom Kačić nakon što je u Veneciji ovjerovio svoje obiteljsko stablo koje je sam sastavio a po tom rodoslovlju, vjerodostojnost kojega je dvojbena, njegova bi obitelj trebala pripadati rodu Kačića, odn. Kačićima koji su polovicom 17. stoljeća dobili mletačko plemstvo. Kačić je svoju osnovnu izobrazbu stekao u samostanu u Zaostrogu između 1716. i 1721. godine, pristupivši Franjevačkomu redu 1720. godine. Viši (trogodišnja filozofija) i visoki (četverogodišnja teologija) franjevački studij vjerojatno je polazio u Osijeku a po povratku u Dalmaciju primio je više svećeničke redove: 1727. subđakonat u Šibeniku (1728.), đakonat u Skradinu i prezbiterat u Šibeniku. Od 1730. godine bio je učiteljem u filozofskoj školi u zaostroškom samostanu a od 1735. do 1745. godine predavačem (lector generalis) na Generalnom bogoslovnom učilištu u Šibeniku. Nakon desetogodišnje lektorske službe general Reda dodijelio mu je naslov jubilato de numero, čime je stekao pravo sudjelovanja na zborovima Franjevačke Provincije Presvetoga Otkupitelja i na sastancima njezine uprave. Od 1745. godine živio je u franjevačkom samostanu u Sumartinu, a od 1750. godine pa do kraja života u Zaostrogu. Po usmenoj tradiciji umro je 1760. godine od upale pluća dobivene u nevremenu na Neretvi dok je dvojici siromaha pomagao u prošnji.
U sklopu franjevačkog samostana Sv. Marije u Zaostrogu, iza samog praga glavnog ulaza župne crkve Uznesenja Blažene Djevice Marije, nalazi se fra Andrijin grob, a na ulazu u grobnicu 1890. godine postavljena je mramorna ploča s posvetom u stihovima fra Gabre Puratića:

## Književno stvaralaštvo
Na njega je i njegovo prosvjetiteljsko djelovanje snažan utjecaj imao je Filip Grabovac. Kao toliki drugi, napisao je i on filozofski traktat na latinskome jeziku naslovljen Elementa peripatheticae", radi se o priručniku skolastičke logike (logica minor) napisan prema učenju franjevačkoga teologa i filozofa I. Dunsa. Scota. Priručnik je podijeljen na tri dijela: u prvome, najdužem, raspravlja o pojmu, pri čemu na tragu skotističke filozofije, logiku čvrsto povezuje s gramatikom. U drugim je dijelovima, u kojim više raspravlja o sudu, odnosno argumentaciji i dokazivanju, više slijedio Aristotelovu logiku. U posveti knjige K. M. napomenuo je da ima dogotovljen drugi dio logike, fiziku i metafiziku, no nijedan od tih dijelova ukupnoga onodobnoga studija filozofije na franjevačkim učilištima nije izdao niti su ta djela dosad pronađena u rukopisima. Izdao je i kroniku naslovljenu Korabljica (1760.) u kojoj prenosi dijelove iz drugih autora, pa i Pavla Rittera Vitezovića, ali je trajno mjesto u hrvatskoj književnosti zauzeo knjigom stihova i proze Razgovor ugodni naroda slovinskoga(1756.), najpopularnijom hrvatskom pučkom knjigom: doprla je u malo vremena u sve krajeve Hrvatske i ostala popularnom više od jednoga stoljeća. Odigrala je ključnu ulogu u pobjedi novoštokavskoga narječja kao općehrvatskoga nacionalnoga izraza. Mnogi su je čitatelji držali narodnom pjesmaricom. Stihom narodne pjesme, desetercem, s osloncem na Orbinija i Vitezovića, u njoj se priča i pjeva o povijesti naroda “slovinskoga” od najstarijih vremena do njegovih dana, a slovinstvo mu je od Jadrana do Sjevernog mora, kao i Gunduliću. Njome promiču u svečano-patetičnom hodu poznati junaci slavnih naših obitelji iz vremena borbe s Turcima, a u svojim prezimenjacima čitatelji su “otkrivali” svoje pretke, pa se u svom ponosu i poistovjećivali s njima.

## Razgovor ugodni naroda slovinskoga
Razgovor ugodni naroda slovinskoga jedno je od najvrjednijih djela hrvatske književnosti XVIII. stoljeća i jedna od najčitanijih i najizdavanijih knjiga hrvatske dopreporodne književnosti. Tiskana je u Veneciji 1756. godine. Djelo sadrži svjetovnopovijesnu tematiku, izmjenjuju se stih i proza. Knjiga je za Kačićeva života doživjela dva izdanja (1756. i 1759. ↓1). Drugo izdanje (1759.), tiskanje kojega je Kačić Miošić osobno nadgledao, znatno je prošireno, sadržava 136 pjesama, a u prvome je bila 41 pjesma. Sve pjesme iz prvoga ušle su u drugo izdanje, a dvadesetak ih je izmijenjeno. Tematski se krugovi knjige nižu kronološki, kao i kompozicija svakoga od njih. U prvim njezinim dijelovima, u kojima se tematizira srednjovjekovna povijest slavenskih naroda, prevladava proza nad stihom. Ondje se nalaze gotovo svi prozni dijelovi koji nemaju stihovani pandan. U drugom je dijelu knjige obratno, Kačić Miošić je usredotočen na kršćansko-turske sukobe, potom sve više na okršaje u Dalmaciji za vrijeme mletačko-turskih ratova u XVII. i XVIII. stoljeću. Čitatelju, odnos s Osmanskim Carstvom prikazuje kao neriješen, kao jedno trajno nestabilno pitanje koje je izvor stalnih sukoba. Međutim Kačić Miošić kod čitatelja ne širi mržnju čak niti prema Turcima, nego i njihove ratnike i vojskovođe prikazuje kao hrabre i inteligentne ljude – ne kao krvožedne demone ili zločince. Kačić Miošić događaje najčešće prikazuje pjesmama. Sudaraju li se sadržajno proza i stih, prozni dijelovi uvijek prethode pjesmama koje, u cijelosti ili dijelom, ponavljaju sadržaj proze ili se na nj nadovezuju. Odnos prema drugim narodima - Srbima, Mađarima, Albancima, Talijanima – prožet je snošljivošću i pozitivnim stavom: taj Kačićev pristup odudara od "prosvjetiteljske" mode 18. stoljeća, kada se nacionalne inteligencije okupljene oko projekata podizanja modernih europskih nacija nadmeću u širenju nacionalističkih pogleda, koji su više nego redovito uključivali sustavnu izgradnju negativnih stereotipa o konkurentskim narodima.
Pri pisanju Razgovora ugodnoga poslužio se narodnim pjesmama; držao je da je čuvanje povijesne uspomene njihova središnja funkcija, što je napisao u predgovoru prvomu izdanju knjige, a svoj je posao vidio upravo u pisanju pjesama po uzoru na narodne, sadržaj kojih bi, sastavljen prema vjerodostojnim izvorima, trebao sadržavati povijesnu istinu. Taj postupak možda najbolje ilustrira "Pisma od grada Zadvarja", koju je u prvom izdanju sastavio onako kako ju je »čuo pivati«, a u drugom ponešto izmijenio »budući istorije štio i drugačije od mudri ljudi razumio«. Čitatelji, ali i književni povjesničari uglavnom su djelo recipirali kao zbirku pjesama. Prvi proučavatelji držali su da je Kačić Miošić samo prikupio narodne pjesme. Od kraja XIX. st., kad se već znalo da je autor svih ili gotovo svih pjesama, povjesničari književnosti nastojali su utvrditi poetičke razlike između njegovih i »pravih narodnih pjesama«. Međutim, zanemarivo je malen dio poznatih zapisa usmene epike nastao prije Razgovora, a golema većina tek nakon druge polovice XIX. stoljeća što, zbog popularnosti Kačićeve knjige, mrsi pitanje pravoga smjera utjecaja. Na kompozicijskoj se razini ipak mogu izdvojiti pjesme kakve poetika usmene epike ne poznaje. Uz one s jedinstvenom fabulom, koje prevladavaju u prvom dijelu i po kompoziciji se često ne razlikuju od usmenih epskih pjesama, napisao je i mnogobrojne pjesme kataloške kompozicije i dominantno pohvalničke funkcije, u kojima se nižu imena likova s kratkim atribucijama i najčešće vrlo jezgrovitim prikazom njihovih junačkih djela. Takve pretežu u drugom dijelu knjige, posebice u tematiziranju mletačko-turskih ratova u Dalmaciji. Među fabularnim pjesmama mogu se izdvojiti one koje s usmenoepskima dijele zajedničke teme, npr. bijeg iz ropstva (br. 8, 10), junački megdan (br. 22, 67, 86, 93), junačka ženidba (br. 43), ispunjenje junačkoga zadatka (br. 91, 121, 124), pogranično robljenje (br. 89, 90, 92). I na jezično-stilskoj razini uočljiva je velika podudarnost Kačićevih i narodnih pjesama pa je zanimljivo izdvojiti izraze koji bi karakterizirali Kačićeve, ali ne i usmene narodne pjesme nastale bez utjecaja njegove knjige.
Za razliku od usmenih epskih pjesama, u kojima se rima javlja samo kao povremeno stilsko obilježje, u Razgovoru, napose među pjesmama kataloške kompozicije i izražene pohvalničke funkcije, popriličan je broj rimovanih pjesama. Kačić Miošić uglavnom rabi parnu rimu, pri čem je vrlo često riječ o gramatičkim odnosno glagolskim rimama. Stupanj je artificijelnosti njegova pjesničkoga jezika ispod razine antologija usmene epike. I sam je isticao siromaštvo svojega pjesničkoga ornatusa, jer mu je najbitnija bila povijesna vjerodostojnost, što je istaknuo u predgovoru drugoga izdanja. Pjesme u Razgovoru pisane su epskim desetercem s cezurom iza četvrtoga stiha, osim dviju u osmercu (br. 2 i 3). Djelo je posebno zanimljivo na idejno-aksiološkoj razini. Pojam slovinstva glavna je identitetska odrednica. Premda se opseg toga pojma načelno podudara sa suvremenim shvaćanjem slavenstva (pjesma br. 2), u Kačićevoj se konkretizaciji uglavnom ograničio na južnoslavenski prostor. Razgovor je pun izraza lojalnosti prema mletačkim vlastima, a Kačićevo venetofilstvo osobito dolazi do izražaja u slavljenju bitaka što ih je Mletačka Republika vodila protiv Osmanskoga Carstva u XV. i XVI. stoljeću. Često se ističe da se Razgovor »spustio u narod«, da je služio kao svojevrsna početnica, da su se neke u njem sadržane pjesme prenosile dalje usmeno, što ponajprije vrijedi za prostor na kojem se jezik Kačićeva djela mogao lako razumjeti, a vrednote koje ono promiče prihvaćati kao vrednote vlastite zajednice, dakle, za hrvatski štokavski i bosansko-hercegovački katolički prostor. No Kačićeva je knjiga bila zarana poznata i hrvatskim kajkavcima, ali i drugim slavenskim narodima, ponajprije Srbima i Bugarima. Njezinu je europsku recepciju uvelike odredilo predromantičarsko i romantičarsko oduševljenje narodnim pjesmama.
Kačićev Razgovor ugodni naroda slovinskoga – zbirka poezije na štokavskoj ikavici (šćakavici, kako neki govore) koju je Kačić kao već zreo intelektualac i pisac sastavio u desetercu i osloncem na tradiciju narodnog pjesništva – imala je nemjerljivi utjecaj na razvoj hrvatskoga jezičnog standarda. Ta je knjiga bila čitana vrlo mnogo, te je na zimskim sijelima u selima svih dijelova Hrvatske (i drugdje gdje su živjeli Hrvati) bilo do drugog svjetskog praktično bez iznimke čitana ili recitirana napamet. Time je i u jezično iznimno raznolikim kajkavskim i čakavskim područjima jezik Kačićevih stihova postajao svojevrsna lingua franca i referentni izvor riječi (od kojih je mnoge skovao sam Kačić) i izričaja koji je dopunjavao jezični fond koji je puk dobivao u roditeljskoj kući i tijekom skromnog školskog obrazovanja. "Tvrdnje o standardizaciji jezika koje su bile zasnovane na unitarističkoj, srpskohrvatsko-vukovskoj tendencioznosti, i koje govore da je ona provedena tek u 19. stoljeću, pokazat će se neistinitima jer i Kačić sa svojim djelom, kao i Kašić još prije svojom Gramatikom iz 1604. godine, dakle dva stoljeća prije Vuka Karadžića, pokazuju svojevrsnu normiranost hrvatskog jezika".
Pjesme su prevođene i na latinski, bugarski, češki, poljski, slovački, ruski, makedonski, albanski i mađarski jezik. Knjiga je i u hrvatskoj kulturnoj okolici vrhunac popularnosti doživjela za narodnoga preporoda, koji je, kao i europski predromantizam i romantizam, visoko cijenio književnofolklornu poetiku. U tisku su objavljivane pjesme iz djela i afirmativni napisi o njima, a ono je tada, u cijelosti ili u dijelovima, bilo tiskano sedam puta. I u kasnijim je razdobljima Kačićeva knjiga uglavnom pozitivno vrednovana, ponajprije zbog svoje nesumnjive popularnosti, ali i zbog prilagodljivosti njezina sadržaja različitim idejno-političkim koncepcijama. Dok je njegovo pojmovno neizdiferencirano i široko postavljeno slovinstvo moglo pripomoći brzoj njezinoj recepciji u mnogim slavenskim zemljama, usredotočenost na južnoslavenske prostore uz tolerantno stajalište prema tamošnjem pravoslavlju svakako je pripomogla ugledu djela među hrvatskim ilircima. Povremena uporaba pojma »hrvatski« i mogućnost da se tim pojmom – doduše iz anakrone, kasnije perspektive i uglavnom kao atribut jezika – prevede na nekim mjestima Kačićev pojam »slovinski«, zatim tematska zastupljenost svih dijelova Hrvatske te popularnost knjige na cijelom njezinu prostoru mogli su poslužiti kao dostatni argumenti i za prisutnost protonacionalne hrvatske koncepcije u Razgovoru.

## Korabljica
Posljednje je tiskano Kačićevo djelo Korabljica Pisma Svetoga i svih vikova svita događaji poglavitih, u dva poglavlja razdiljena (1760.), prozni prikaz biblijske i svjetovne povijesti kakve su na hrvatskom jeziku prije objavili Antun Vramec (Kronika. Ljubljana 1578.) i Pavao Ritter Vitezović (Kronika aliti spomen vsega svieta vikov). Vramčevo djelo Kačić Miošić najvjerojatnije nije poznavao, a Vitezovićevo, istaknuto i u punom naslovu Korabljice, jedno je od njezinih istaknutijih izvora. U prvom dijelu, koji čini više od dvije trećine knjige, kronološki prikazuje događaje od stvaranja svijeta do Isusova rođenja prema starozavjetnom Petoknjižju. U drugom dijelu napušta isključivo kronološko kompozicijsko načelo, pa se u prikazu događaja svjetovne povijesti pojavljuju i neki tematski zaokruženi umetci: po stoljećima raspoređen katalog heretika (»eretici aliti zašlaci«), popisi »slovinskih« svetaca (prema Bedekovićevoj knjizi Natale solum) i »knezova i vlastele naroda slovinskoga«. Posljednja dva popisa preuzeo je iz Razgovora, a takvih preuzimanja u drugom dijelu Korabljice ima više (pripovijedanje o Kačićima, Vladimirovićima, Skenderbegu i Janku Sibinjaninu). U hrvatskoj književnoj historiografiji Korabljici se posvećivalo razmjerno malo prostora, te je uglavnom ostala u sjeni Razgovora, iako podatci o njezinim izdanjima to ne opravdavaju. Premda njezina proza nije dosegnula popularnost pjesama Razgovora, u razdoblju kad tiskani prijevod Svetoga pisma na hrvatski jezik nije postojao ili nije bio lako dostupan, popularizirala je biblijske sadržaje.

## Djela
- Elementa peripatheticae juxta mentem subtilissimi doctoris Joannis Duns Scoti, 1752.
- Razgovor ugodni naroda slovinskoga, 1756. (2. izd. 1759., 57 izd. do 1999.)[2]
- Korabglicza Pisma svetoga i svih vikovah svita dogagiajih poglavitih u dva poglavja razdigliena, 1760. (14 izd. do 1997.)[2]